# Rosa farreri
Rosa farreri — вид рослин з родини розових (Rosaceae); ендемік Китаю.

## Опис
Кущ 1–2 м заввишки. Гілочки стрункі; щетина щільна; колючки рідкісні. Листки включно з ніжками 3–5 см; прилистки переважно прилягають до ніжки; листочків 7–9(11), яйцюваті або еліптичні, 5–18 × 3–10 мм, голі або знизу запушені вздовж жилок; основи клиноподібні або округло-тупі або гострі. Квітка поодинока, пазушна, 1.5–2 см у діаметрі; квітконіжка 1–2.6 см, гола, залозиста чи ні; приквітки відсутні, рідко присутні. Чашолистків 5, яйцювато-ланцетні. Пелюстків 5, рожеві, рожевуваті або білі, обернено-яйцюваті або довгасті, верхівка виїмчаста. Плоди насичено-червоні, еліпсоїдні або яйцювато-довгасті, 8–12 мм у діаметрі, з короткою шийкою на верхівці та стійкими чашолистками.
Період цвітіння: травень — червень. Період плодоношення: червень — вересень.

## Поширення
Ендемік Китаю (Ганьсу, Сичуань).
Населяє чагарники; на висотах 1500–2800 м.